# Бетелл, Николас, 4-й барон Бетелл
Николас Бетелл, 4-й барон Бетелл (англ. Nicholas William Bethell; 19 июля 1938 — 8 сентября 2007) — английский политический деятель, переводчик, историк.

## Биография
Окончил элитарную школу Хэрроу. В 1956—1958 годах проходил военную службу, где получил подготовку в качестве переводчика с русского языка. В 1962 году окончил Кембриджский университет, где специализировался на арабском и персидском языках. В 1959 году с группой кембриджских студентов впервые посетил СССР.
После окончания учёбы работал в газете The Times Literary Supplement (1962—1964), а затем редактором на Би-би-си (1964—1967).
После смерти отца в 1964 и двоюродного брата в 1967 унаследовал баронский титул и занял место в Палате Лордов, где работал с 1967 по 1999.
В 1979—1994 и 1999—2004 годах избирался депутатом Европейского Парламента. В 1980-х возглавлял кампанию за демонополизацию и либерализацию сферы авиаперевозок в Европе.
Выступал за сохранение английского контроля над Гибралтаром.
Оказал поддержку советскому диссиденту и правозащитнику Владимиру Буковскому, когда тот оказался в 1976 году в Англии после высылки за границу.
Не раз приезжал в СССР, где встречался с диссидентами: Солженицыным, Сахаровым, Щаранским, Гинзбургом, оказывая им поддержку. Брал интервью, выступал за освобождение тех диссидентов, что находились в тюрьме.
Перевёл на английский язык «Раковый корпус» Солженицына, «Восхождение на Фудзияму» Айтматова, стихи Иосифа Бродского, пьесы Славомира Мрожека.
По инициативе лорда Бетелла Европейским Парламентом была учреждена Премия имени Сахарова (1985).
Бетелл в 1984 году вывез в Англию советских солдат, попавших в плен к афганским моджахедам, Игоря Рыкова и Сергея Целуевского. Позже они вернулись в СССР.
В 1992 г. сопровождал Николая Хохлова во время его приезда в Россию. Во время этой поездки Бетелл встретился с Павлом Судоплатовым и много расспрашивал его о деятельности КГБ. Одобрил расстрел российского парламента в октябре 1993 г.
В декабре 2001 г. посетил Москву, где представил русский перевод своих мемуаров.
В 2002 г. внёс залог за освобождение Ахмеда Закаева, когда того арестовали в Лондоне. Поддерживал Владимира Гусинского и Александра Литвиненко.
Скончался в возрасте 69 лет, страдая от болезни Паркинсона.

## Награды
- Орден «За заслуги» (Польша, 1991)
- Премия Президента России (1992)

## Сочинения
- Wladyslaw Gomulka: his Poland and his communism, New York: Holt, Rinehart and Winston, 1969. — Биография Владислава Гомулки.
- The War Hitler Won, September 1939, London: A. Lane 1972. — О кампании вермахта против Польши в 1939.
- The Last Secret : forcible repatriation to Russia 1944-7. London : Deutsch, 1974. — О послевоенной выдаче англичанами русских коллаборационистов Советскому Союзу.
  - Последняя тайна — Лондон: Издательство Стенвалли, 1974. — 286 с.
  - Последняя тайна : [о репатриации сов.военнопленных в годы второй мировой войны : пер.с англ.] — Москва : Новости, 1992. — 253 c.
- Russia Besieged, Alexandria, Va. : Time-Life Books, 1977.
- The Palestine Triangle: the struggle between the British, the Jews and the Arabs, 1935-48, London : Deutsch, 1979. — История возникновения государства Израиль.
- Betrayed, London: Times Books, 1984. — О Киме Филби и Албании.
- Spies and Other Secrets, 1994.
- Путешествия англичанина в поисках России. Эгмонт Россия Лтд. 2002 г. ISBN 5-85044-660-5 (перевод Spies and Other Secrets).

## Переводы
- Six Plays by Slawomir Mrozek.
- Elegy to John Donne, And Other Poems, London: Longmans 1967 by Joseph Brodsky.
- Cancer Ward by Aleksandr Solzhenitsyn, 1968.
- The Love Girl and the Innocent by Aleksandr Solzhenitsyn, 1969.
- The Ascent of Mount Fuji by Chingiz Aitmatov, 1975.